# Friederike von Preußen (1767–1820)

Prinzessin Friederike von Preußen

Friederike Charlotte Ulrike Katharina von Preußen (* 7. Mai 1767 in Potsdam; † 6. August 1820 in Weybridge, Surrey, England) war durch Heirat Prinzessin von Großbritannien und Irland und Duchess of York and Albany sowie Prinzessin von Hannover und Herzogin zu Braunschweig und Lüneburg
Sie war die Tochter des Thronfolgers und späteren Königs Friedrich Wilhelm II. von Preußen und dessen erster Gemahlin Elisabeth, geborene Prinzessin von Braunschweig-Wolfenbüttel, deren Ehe 1769 geschieden wurde. Die Eltern waren Cousin und Cousine sowohl mütterlicher- als auch väterlicherseits, sodass Friederike nur vier Urgroßeltern hatte.

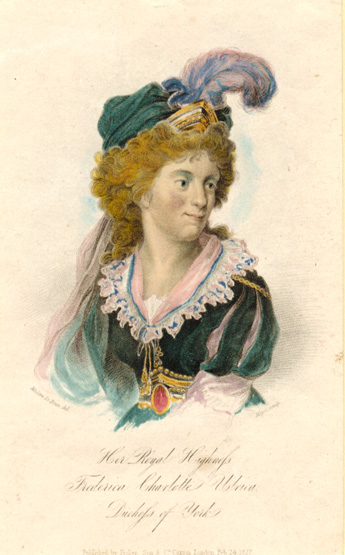
Friederike, Duchess of York and Albany

## Leben
Nach der Scheidung ihrer Eltern und der Verbannung ihrer Mutter nach Stettin wuchs Friederike von Preußen abwechselnd unter der Obhut ihrer Großmutter väterlicherseits, Luise Amalie von Braunschweig-Wolfenbüttel, und ihrer Stiefmutter Friederike von Hessen-Darmstadt, der zweiten Frau ihres Vaters, auf. Ihre Mutter sah sie nie wieder. 
Sie heiratete am 29. September 1791, im Alter von 24 Jahren, in Charlottenburg den britischen Prinzen Frederick Augustus, Duke of York and Albany (1763–1827). Eine zweite Hochzeitszeremonie wurde am 23. November 1791 im Buckingham Palace abgehalten. Friederike folgte ihrem Gemahl nach Weybridge in der Grafschaft Surrey, wo das Paar das Oatlands House bewohnte, das 1794 ausbrannte und im Stil des neugotischen Historismus wieder aufgebaut wurde. Obwohl der 1793 zum Befehlshaber der britisch-hannoverschen Armee und 1795 zum Feldmarschall und Oberbefehlshaber des britischen Heeres ernannte Duke sich bald von seiner Frau trennte, um sich seiner Mätresse Mary Anne Clarke zuzuwenden, blieb sie dort fast dreißig Jahre lang bis zu ihrem Tod ansässig und trat in dieser Zeit als großzügige Wohltäterin hervor. 
Friederike, Duchess of York and Albany, starb im Jahr 1820 im Alter von 53 Jahren in Weybridge und wurde daselbst beigesetzt. Aus ihrer Ehe mit dem Duke of York and Albany gingen keine Kinder hervor.
Zwei Jahre nach ihrem Tod gestattete eine Subskription die Errichtung der als York Column bekannten Säule zu Ehren der Wohltäterin. Das Denkmal steht am östlichen Ende der Weybridge High Street in Weybridge.
Die über dreißig Jahre von Friederike von Preußen bewohnte Oatlands-Domäne wurde 1824 verkauft, wechselte mehrmals den Besitzer und wurde schließlich parzelliert. Das Oatland House wurde von der South Western Hotel Company zu einem Hotel umgebaut, das 1856 als South Western Hotel öffnete und heute als Oatlands Park Hotel bekannt ist.